# Нардьелло, Винченцо
Винченцо Нардьелло (итал. Vincenzo Nardiello; род. 11 июня 1966, Штутгарт) — итальянский боксёр, представитель средних весовых категорий. Выступал за сборную Италии по боксу во второй половине 1980-х годов, чемпион итальянского национального первенства, победитель и призёр турниров международного значения, участник летних Олимпийских игр в Сеуле. В период 1988—1999 годов боксировал на профессиональном уровне, владел титулом чемпиона мира по версии Всемирного боксёрского совета (WBC).

## Биография
Винченцо Нардьелло родился 11 июня 1966 года в Штутгарте, ФРГ.

### Любительская карьера
Впервые заявил о себе в боксе в сезоне 1984 года, когда одержал победу на чемпионате Италии в зачёте первой полусредней весовой категории, вошёл в состав итальянской национальной сборной и стал серебряным призёром чемпионата Европы среди юниоров в Тампере.
В 1985 году завоевал серебряную медаль на домашнем международном турнире «Трофео Италия» в Венеции, побывал на чемпионате Европы в Будапеште, где уже на предварительном этапе был остановлен венгром Имре Бачкаи.
В 1986 и 1987 годах выигрывал чемпионат Италии в первой средней и второй средней весовых категориях соответственно. Добавил в послужной список золото турнира «Трофео Италия».
На турнире «Трофео Италия» 1988 года вновь был лучшим. Благодаря череде удачных выступлений удостоился права защищать честь страны на летних Олимпийских играх в Сеуле. Выступая в категории до 71 кг, благополучно прошёл первых двоих соперников по турнирной сетке, тогда как в третьем четвертьфинальном бою достаточно спорным раздельным решением 2:3 потерпел поражение от местного корейского боксёра Пак Си Хуна. Нардьелло, нанёсший большее количество ударов, выражал крайнее недовольство и апеллировал к судьям, в результате его пришлось уводить с ринга силой. Примечательно, что финальный бой Пак Си Хуна с американцем Роем Джонсом так же обернулся резонансным судейским скандалом и привёл к пожизненной дисквалификации двух судей.

### Профессиональная карьера
Вскоре после сеульской Олимпиады Нардьелло успешно дебютировал на профессиональном уровне. Долгое время шёл без поражений, хотя боксировал исключительно на домашних итальянских рингах, и уровень его оппозиции был не очень высоким.
Имея в послужном списке 17 побед без единого поражения, в 1991 году удостоился права оспорить титул чемпиона мира во втором среднем весе по версии Всемирной боксёрской ассоциации (WBA), который на тот момент принадлежал панамцу Виктору Кордобе (18-2-3). Чемпионский бой между ними состоялся во дворце спорта «Берси» в Париже, Кордоба вёл по очкам и выиграл техническим нокаутом в одиннадцатом раунде, тем самым нанеся Нардьелло первое в профессиональной карьере поражение.
Несмотря на проигрыш, Винченцо Нардьелло продолжил активно выходить на ринг, одержал победу в нескольких рейтинговых поединках. Дважды завоёвывал титул чемпиона Европейского боксёрского союза (EBU), но оба раза лишался его при первых же защитах. Отметился победой над достаточно сильным соотечественником Мауро Гальвано (24-3-2), бывшим обладателем мирового титула.
В июле 1995 года ему представилась возможность заполучить титул чемпиона мира по версии Всемирного боксёрского совета (WBC), однако он не смог одолеть действующего чемпиона англичанина Найджела Бенна (40-2-1), потерпев поражение техническим нокаутом в восьмом раунде.
Наконец, в июле 1996 года Нардьелло всё-таки завоевал титул чемпиона мира WBC, выиграв раздельным судейским решением у представителя Южной Африки Тулани Малинги (41-9). Оставался чемпионом не долго, уже при первой же защите спустя три месяца лишился чемпионского пояса, проиграв техническим нокаутом британцу Робину Риду (21-0-1).
В 1999 году попытался вернуть себе титул чемпиона мира WBC во втором среднем весе, но был побеждён действующим чемпионом из Англии Ричи Вудхоллом (24-1). После этого поражения взял верх над одним малоизвестным американцем и на том завершил спортивную карьеру. В общей сложности провёл на профи-ринге 41 бой, из них 34 выиграл (в том числе 19 досрочно) и 7 проиграл.
Его младший брат Джованни Нардьелло тоже был достаточно известным боксёром, владел титулом чемпиона Италии, боксировал за титул чемпиона мира IBF.